# Phillips Callbeck
Phillips Callbeck, homme politique, servit comme Lieutenant-gouverneur de la province de l'Île-du-Prince-Édouard entre 1775 et 1780.